# György Révész
György Révész (Budapest, 16 ottobre 1927 – Budapest, 2 aprile 2003) è stato un regista e sceneggiatore ungherese.
Vinse l'Astor d'oro al miglior film al Festival internazionale del cinema di Mar del Plata nel 1963 con Angyalok földje.

## Filmografia parziale
- Civil a pályán (1952)
- A város alatt (1953)
- Ifjú szívvel (1953)
- 2x2 néha 5 (1954)
- Rokonok (1954)
- Ünnepi vacsora (1956)
- Éjfélkor (1957)
- Micsoda éjszaka (1958)
- Életmentő véradók (1958)
- A megfelelő ember (1960)
- Négyen az árban (1961)
- Angyalok földje (1962)
- Fagyosszentek (1962)
- Hogy állunk, fiatalember? (1963)
- Igen (1964)
- Nem (1965)
- Minden kezdet nehéz (1966)
- Egy szerelem három éjszakája (1967)
- Az oroszlán ugrani készül (1969)
- Viaggio intorno al mio cranio (Utazás a koponyám körül) (1970)
- Tévedni isteni dolog (1972)
- Volt egyszer egy család (1972)
- Kakuk Marci (1973)
- A Pendragon legenda (1974)
- Az öreg (1975)
- Két pont közt a legrövidebb görbe (1975)
- Ki látott engem? (1977)
- Magyarok a prérin (1980)
- Mint oldott kéve (1982)
- Hanyatt-homlok (1984)
- Akli Miklós (1986)